# Saint-Georges-sur-Eure
Pour les articles homonymes, voir Saint-Georges, Saint Georges, Georges et Eure.
Saint-Georges-sur-Eure est une commune française située dans le département d'Eure-et-Loir en région Centre-Val de Loire.

## Géographie

### Situation

Situation géographique
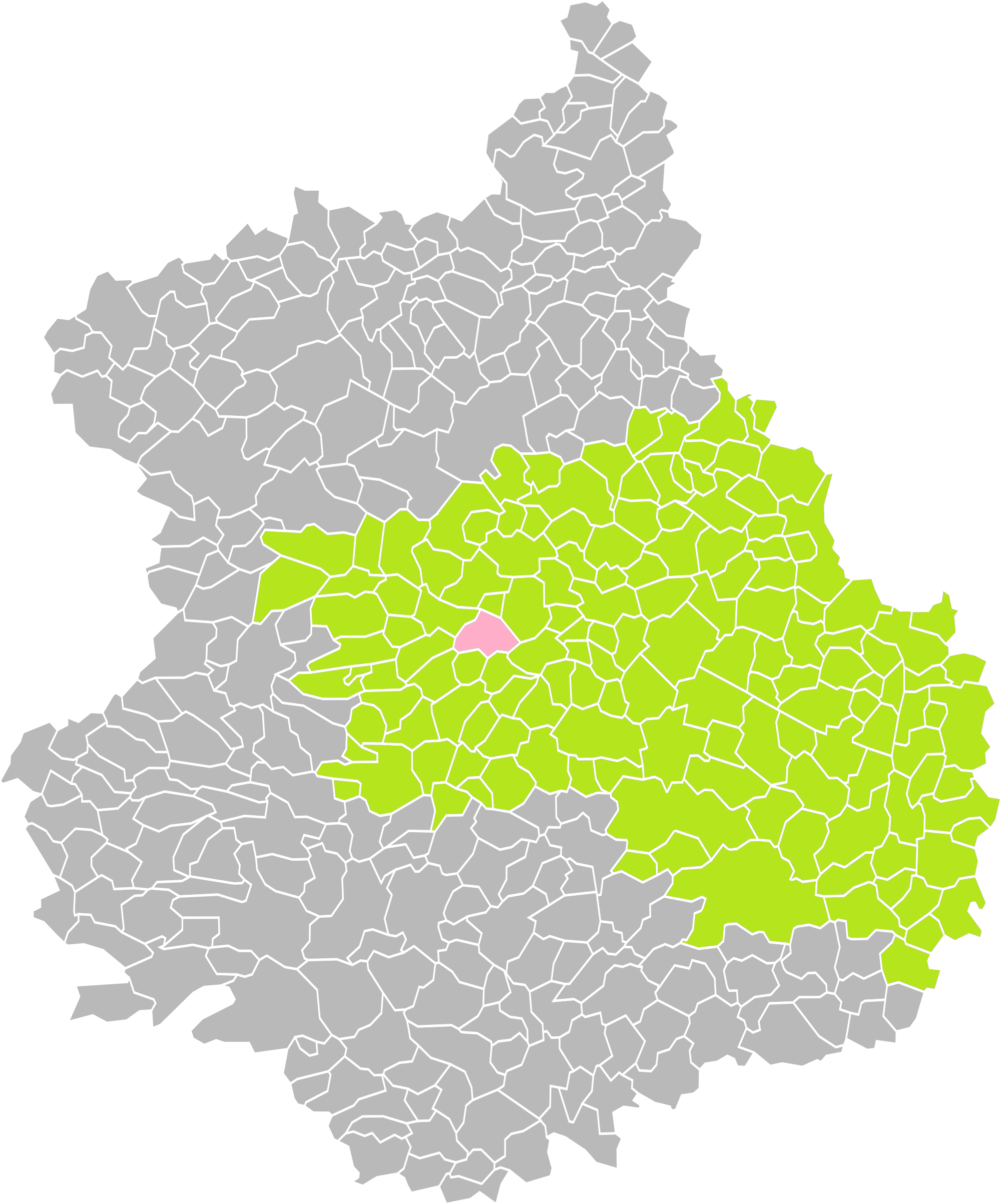
Saint-Georges-sur-Eure dans son arrondissement.
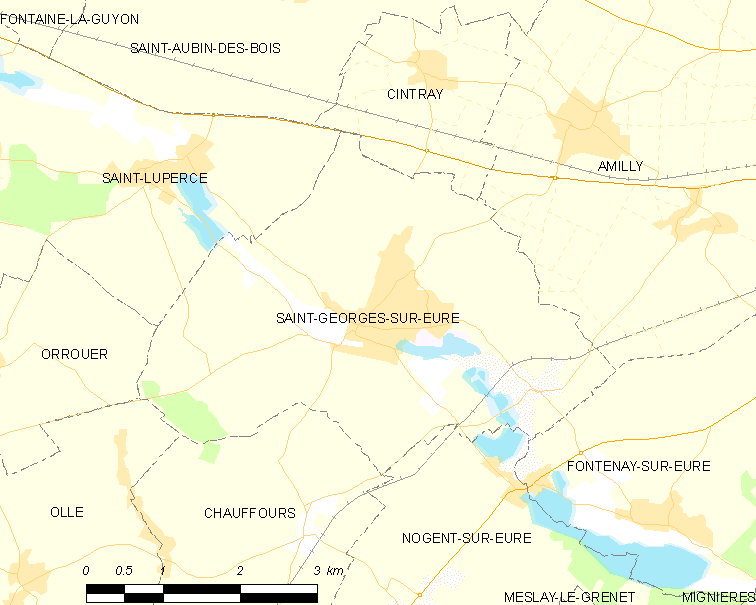
Carte de la commune de Saint-Georges-sur-Eure.

### Communes limitrophes
| Saint-Luperce | Cintray                | Amilly            |
| Orrouer       | Saint-Georges-sur-Eure | Fontenay-sur-Eure |
| Ollé          | Chauffours             | Nogent-sur-Eure   |

### Lieux-dits et écarts

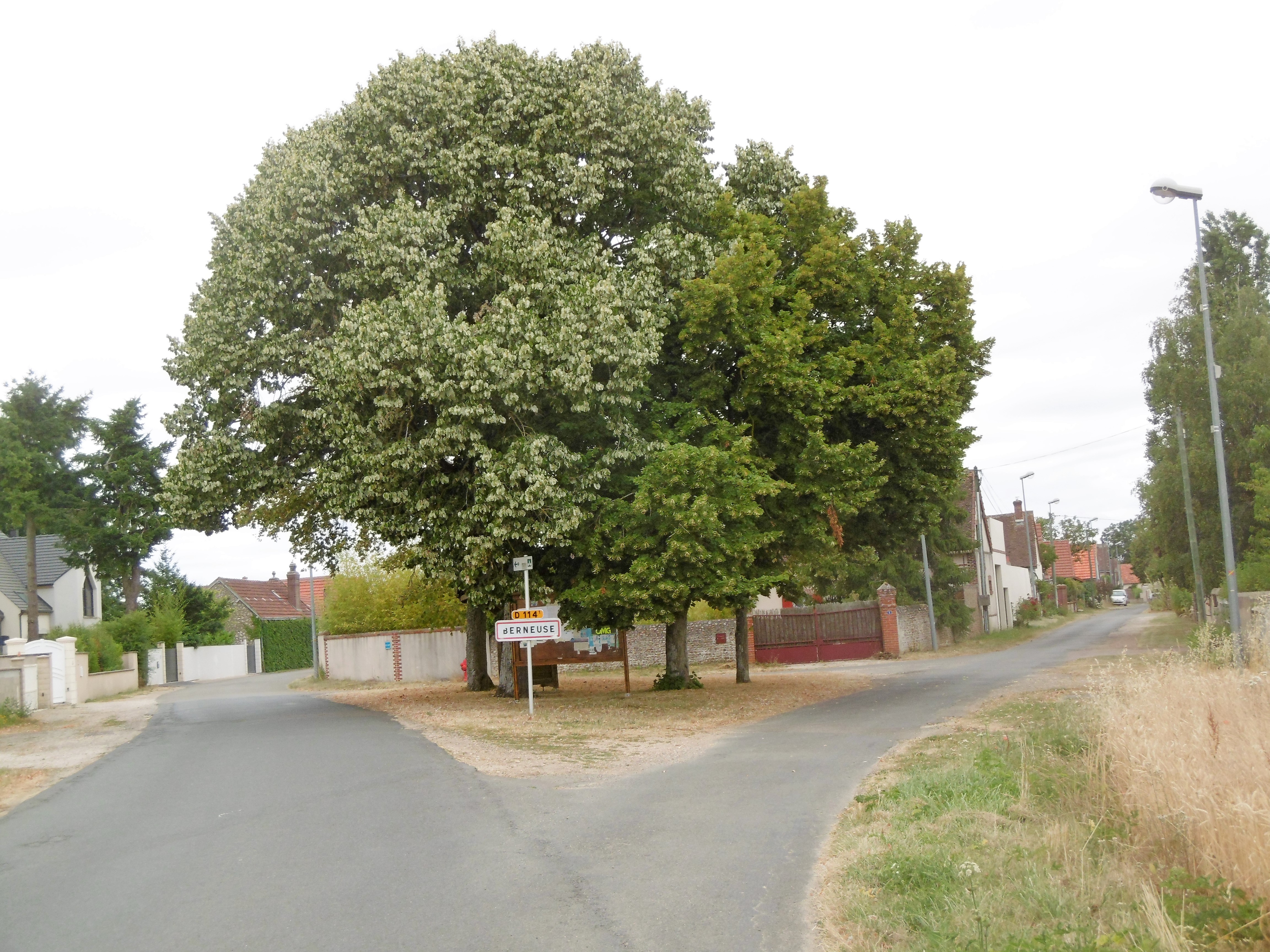
Berneuse.

La commune de Saint-Georges-sur-Eure inclut les hameaux de La Taye, Berneuse et Merobert.

### Hydrographie
Provenant du nord-ouest par Saint-Luperce, la rivière l'Eure, affluent en rive gauche du fleuve la Seine, traverse le sud de Saint-Georges pour couler ensuite entre les communes de Nogent-sur-Eure et Fontenay-sur-Eure.

### Transports et voies de communication

#### Desserte ferroviaire
Saint-Georges-sur-Eure bénéficie d'une gare à la Taye, sur la ligne de Chartres à Bordeaux-Saint-Jean.

### Climat
Pour des articles plus généraux, voir Climat du Centre-Val de Loire et Climat d'Eure-et-Loir.
En 2010, le climat de la commune est de type climat océanique dégradé des plaines du Centre et du Nord, selon une étude du CNRS s'appuyant sur une série de données couvrant la période 1971-2000. En 2020, Météo-France publie une typologie des climats de la France métropolitaine dans laquelle la commune est exposée à un climat océanique altéré et est dans la région climatique  Sud-ouest du bassin Parisien, caractérisée par une faible pluviométrie, notamment au printemps (120 à 150 mm) et un hiver froid (3,5 °C). 
Pour la période 1971-2000, la température annuelle moyenne est de 10,5 °C, avec une amplitude thermique annuelle de 14,7 °C. Le cumul annuel moyen de précipitations est de 621 mm, avec 10,4 jours de précipitations en janvier et 7,6 jours en juillet. Pour la période 1991-2020, la température moyenne annuelle observée sur la station météorologique de Météo-France la plus proche, « Chartres », sur la commune de Champhol à 12 km à vol d'oiseau, est de 11,4 °C et le cumul annuel moyen de précipitations est de 606,1 mm,. Pour l'avenir, les paramètres climatiques de la commune estimés pour 2050 selon différents scénarios d'émission de gaz à effet de serre sont consultables sur un site dédié publié par Météo-France en novembre 2022.

## Urbanisme

### Typologie
Au 1er janvier 2024, Saint-Georges-sur-Eure est catégorisée bourg rural, selon la nouvelle grille communale de densité à 7 niveaux définie par l'Insee en 2022.
Elle appartient à l'unité urbaine de Saint-Georges-sur-Eure, une unité urbaine monocommunale constituant une ville isolée,. Par ailleurs la commune fait partie de l'aire d'attraction de Chartres, dont elle est une commune de la couronne,. Cette aire, qui regroupe 117 communes, est catégorisée dans les aires de 50 000 à moins de 200 000 habitants,.

### Occupation des sols
L'occupation des sols de la commune, telle qu'elle ressort de la base de données européenne d’occupation biophysique des sols Corine Land Cover (CLC), est marquée par l'importance des territoires agricoles (85,3 % en 2018), en diminution par rapport à 1990 (86,5 %). La répartition détaillée en 2018 est la suivante : terres arables (76,7 %), zones urbanisées (9,2 %), zones agricoles hétérogènes (5,3 %), prairies (3,3 %), forêts (2,5 %), espaces verts artificialisés, non agricoles (1,6 %), eaux continentales (1,3 %). L'évolution de l’occupation des sols de la commune et de ses infrastructures peut être observée sur les différentes représentations cartographiques du territoire : la carte de Cassini (XVIIIe siècle), la carte d'état-major (1820-1866) et les cartes ou photos aériennes de l'IGN pour la période actuelle (1950 à aujourd'hui).

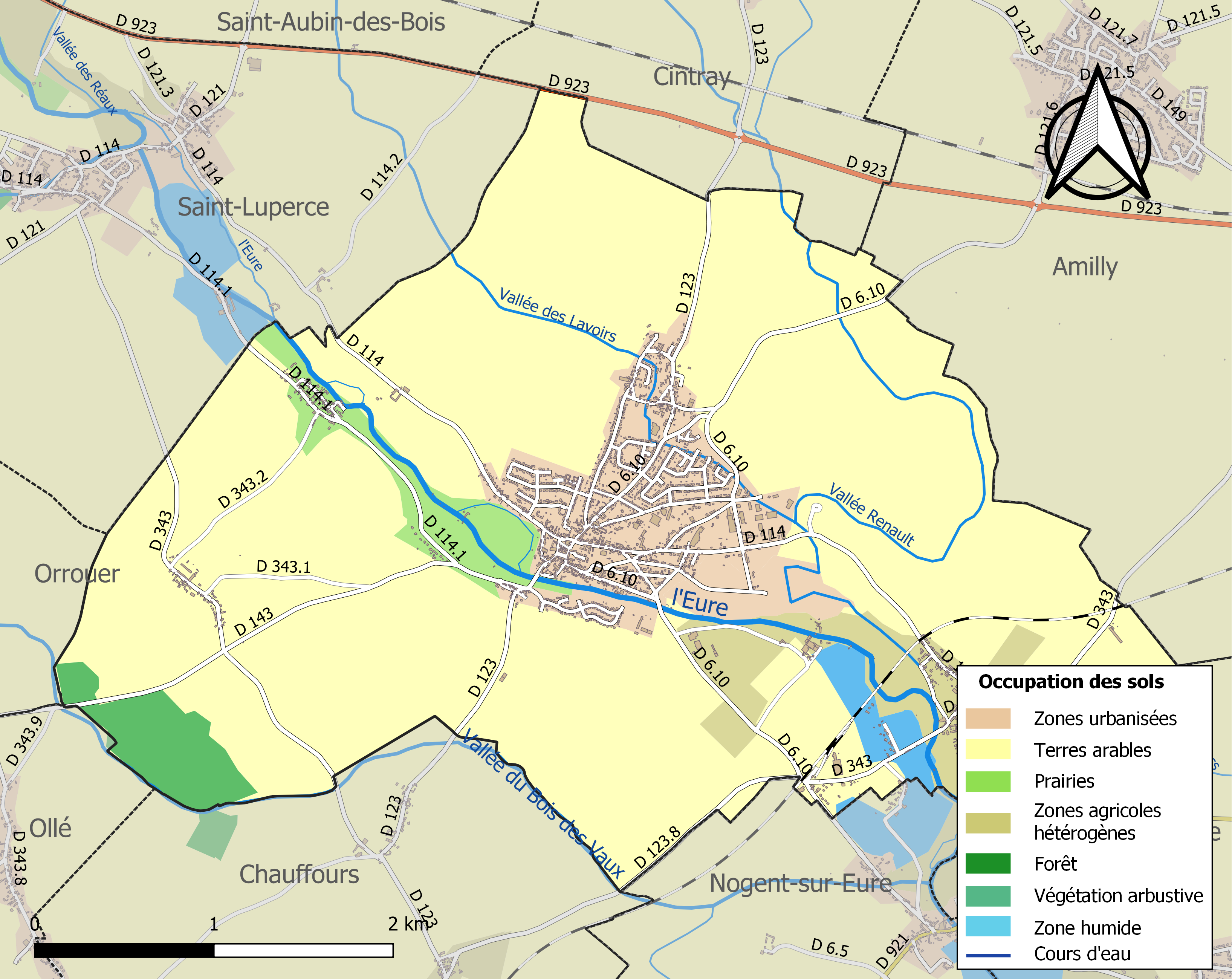
Carte des infrastructures et de l'occupation des sols de la commune en 2018 (CLC).

### Risques majeurs
Le territoire de la commune de Saint-Georges-sur-Eure est vulnérable à différents aléas naturels :météorologiques (tempête, orage, neige, grand froid, canicule ou sécheresse), inondations, mouvements de terrains et séisme (sismicité très faible). Il est également exposé à un risque technologique, le transport de matières dangereuses. Un site publié par le BRGM permet d'évaluer simplement et rapidement les risques d'un bien localisé soit par son adresse soit par le numéro de sa parcelle.

#### Risques naturels
Certaines parties du territoire communal sont susceptibles d’être affectées par le risque d’inondation par débordement de cours d'eau, notamment la Vallée du Bois des Vaux et l'Eure. La commune a été reconnue en état de catastrophe naturelle au titre des dommages causés par les inondations et coulées de boue survenues en 1995, 1997 et 1999,.

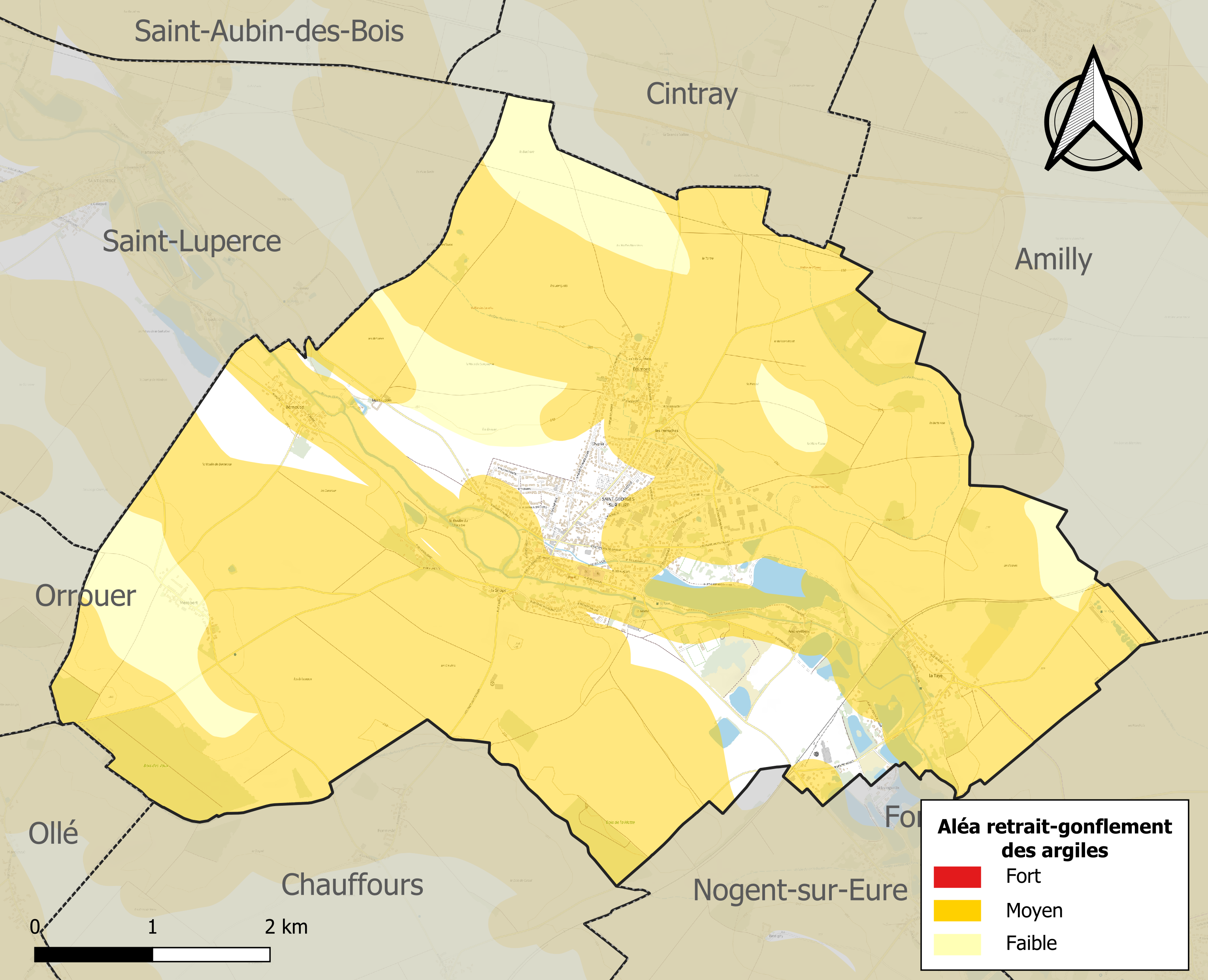
Carte des zones d'aléa retrait-gonflement des sols argileux de Saint-Georges-sur-Eure.

Les mouvements de terrains susceptibles de se produire sur la commune sont des affaissements et effondrements liés aux cavités souterraines. L'inventaire national des cavités souterraines permet de localiser celles situées sur la commune.
Le retrait-gonflement des sols argileux est susceptible d'engendrer des dommages aux bâtiments en cas d’alternance de périodes de sécheresse et de pluie. 78,9 % de la superficie communale est en aléa moyen ou fort (52,8 % au niveau départemental et 48,5 % au niveau national). Sur les 1 184 bâtiments dénombrés sur la commune en 2019, 834 sont en aléa moyen ou fort, soit 70 %, à comparer aux 70 % au niveau départemental et 54 % au niveau national. Une cartographie de l'exposition du territoire national au retrait gonflement des sols argileux est disponible sur le site du BRGM,.
Concernant les mouvements de terrains, la commune a été reconnue en état de catastrophe naturelle au titre des dommages causés par des mouvements de terrain en 1999.

#### Risques technologiques
Le risque de transport de matières dangereuses sur la commune est lié à sa traversée par des infrastructures routières ou ferroviaires importantes ou la présence d'une canalisation de transport d'hydrocarbures. Un accident se produisant sur de telles infrastructures est en effet susceptible d’avoir des effets graves au bâti ou aux personnes jusqu’à 350 m, selon la nature du matériau transporté. Des dispositions d’urbanisme peuvent être préconisées en conséquence.

## Toponymie
Le nom de la localité est attesté sous les formes Sanctus Georgius vers 1200, Seint Jourge sur Eure en 1297.
Saint-Georges est un hagiotoponyme.
L'Eure est une rivière qui prend sa source dans la région naturelle du Perche et qui coule dans les départements de l'Orne, d'Eure-et-Loir, de l'Eure et de la Seine-Maritime.

## Histoire
Pendant la seconde guerre mondiale, Jean Moulin alors Prefet d'Eure et Loir a été torturé dans le village.

Le Maire de l'Epoque, Paul Thieullet, Maire de l'époque, a caché des juifs dans sa ferme, leur sauvant sans doute la vie, au péril de la sienne

## Politique et administration

### Liste des maires

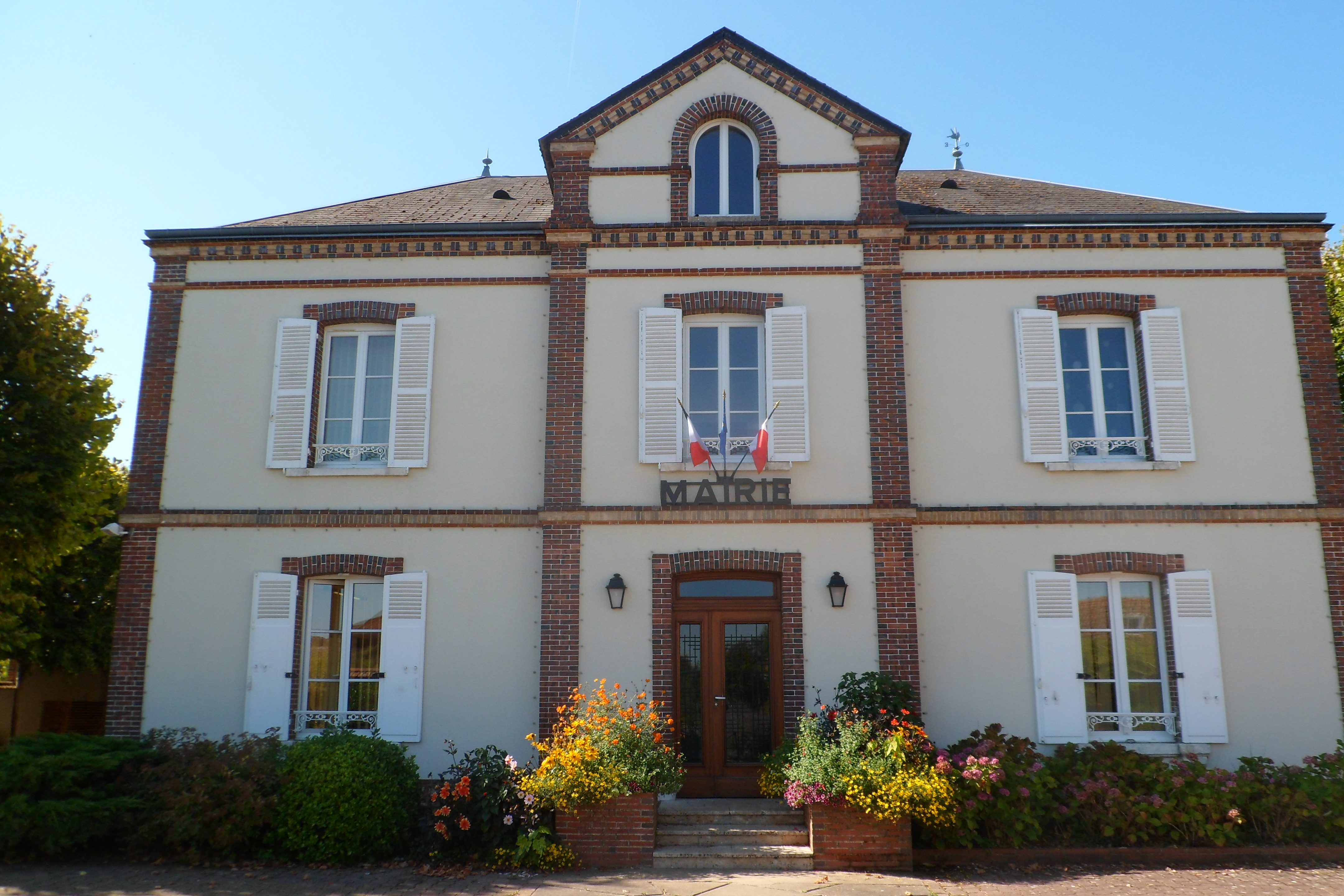
La mairie.

| Période                                  | Période     | Identité            | Étiquette | Qualité                       |
| ---------------------------------------- | ----------- | ------------------- | --------- | ----------------------------- |
| Les données manquantes sont à compléter. |             |                     |           |                               |
| 1926                                     | 1965        | Paul Thieullet      |           |                               |
| 1965                                     | 1978        | Raymond Bataille    |           |                               |
| 1978                                     | 1995        | James Manceau       |           | Agriculteur                   |
| 1995                                     | 2001        | Claude Lormeau      | DVG       | Facteur                       |
| 2001                                     | 28 mai 2020 | Christine Goimbault | UMP-LR    | Infirmière libérale           |
| 28 mai 2020                              | En cours    | Jacky Gaullier      | SE        | Enseignant technique retraité |

### Politique environnementale

#### Cadre de vie
Dans son palmarès 2016, le Conseil National des Villes et Villages Fleuris de France a attribué deux fleurs à la commune au Concours des villes et villages fleuris.

## Population et société

### Démographie
L'évolution du nombre d'habitants est connue à travers les recensements de la population effectués dans la commune depuis 1793. Pour les communes de moins de 10 000 habitants, une enquête de recensement portant sur toute la population est réalisée tous les cinq ans, les populations de référence des années intermédiaires étant quant à elles estimées par interpolation ou extrapolation. Pour la commune, le premier recensement exhaustif entrant dans le cadre du nouveau dispositif a été réalisé en 2006.

En 2022, la commune comptait 2 728 habitants, en évolution de −0,22 % par rapport à 2016 (Eure-et-Loir : −0,23 %, France hors Mayotte : +2,11 %).
| 1793 | 1800 | 1806 | 1821 | 1831 | 1836 | 1841 | 1846 | 1851 |
| ---- | ---- | ---- | ---- | ---- | ---- | ---- | ---- | ---- |
| 650  | 584  | 595  | 621  | 648  | 622  | 625  | 657  | 690  |

| 1856 | 1861 | 1866 | 1872 | 1876 | 1881 | 1886 | 1891 | 1896 |
| ---- | ---- | ---- | ---- | ---- | ---- | ---- | ---- | ---- |
| 700  | 782  | 750  | 720  | 772  | 776  | 787  | 802  | 815  |

| 1901 | 1906 | 1911 | 1921 | 1926 | 1931 | 1936 | 1946 | 1954 |
| ---- | ---- | ---- | ---- | ---- | ---- | ---- | ---- | ---- |
| 806  | 801  | 771  | 722  | 755  | 808  | 933  | 884  | 874  |

| 1962 | 1968  | 1975  | 1982  | 1990  | 1999  | 2006  | 2011  | 2016  |
| ---- | ----- | ----- | ----- | ----- | ----- | ----- | ----- | ----- |
| 996  | 1 233 | 1 734 | 2 039 | 2 254 | 2 445 | 2 534 | 2 448 | 2 734 |

| 2021  | 2022  | - | - | - | - | - | - | - |
| ----- | ----- | - | - | - | - | - | - | - |
| 2 759 | 2 728 | - | - | - | - | - | - | - |

### Enseignement
Les élèves de la commune dépendent de l'académie d'Orléans-Tours (zone B).
La ville administre une école maternelle et une école élémentaire. Le collège public du secteur se trouve à Lucé.

## Économie
Un projet de développement de la zone d'activité la vallée Renault — en sommeil depuis 10 ans — a été relancé lors d'un conseil municipal fin 2021. Cette émergence accueillera de nouvelles entreprises après que quelques travaux y soient réalisé, et s'étendra sur 58 700 m².

## Culture locale et patrimoine

### Lieux et monuments

#### Église Saint-Georges
Inscrit MH (1926)

#### La stèle et le lieu de mémoire Jean Moulin
La stèle et le lieu de mémoire se trouve à La Taye – à côté de la gare – rebaptisée en hommage au résistant  « Gare de La Taye - Jean Moulin ». La stèle est placée devant le cabanon où Jean Moulin a été torturé. Une plaque inaugurée en 1997 cite des extraits du journal tenu par Jean Moulin en juin 1940 :
« Pendant sept heures j'ai été mis à la torture physiquement et mentalement. Je sais qu'aujourd'hui je suis allé jusqu'à la limite de la résistance. Je sais aussi que demain, si cela recommence, je finirai par signer. » (...) « Et pourtant, (...) je ne peux pas être complice de cette monstrueuse machination. (...) Je ne peux pas sanctionner cet outrage à l'Armée Française et me déshonorer moi-même. » (...) « Je sais que le seul être humain qui pourrait encore me demander des comptes, ma mère, (...) me pardonnera lorsqu'elle saura que j'ai fait cela pour que des soldats français ne puissent pas être traités de criminels et pour qu'elle n'ait pas, elle, à rougir de son fils. »
Par ailleurs, une croix et une plaque au cimetière de Saint-Georges rendent ainsi hommage aux victimes du bombardement du 14 août 1940 :
« En mémoire des victimes du bombardement du 14 aout 1940 présentées le 17 juin 1940 au préfet Jean Moulin comme ayant été massacrées par des troupes coloniales. »
Il s'agissait du 26ème RTS qui s'était battu les 16 et 17 juin devant Chartres. La 4ème section de la 5ème compagnie (2ème bataillon) du lieutenant Pierre Valin a été arrêtée par la 1ère division du général Kurt Feldt à Fontaine sur Eure, à quelques km de Saint Georges. Une pièce de théâtre, le "Memorial de Chartres", met en scène ce dramatique épisode de la campagne de France (Ruggiero del Ponte, L'Harmattan, 2013).

Stèle et lieux de mémoire Jean Moulin
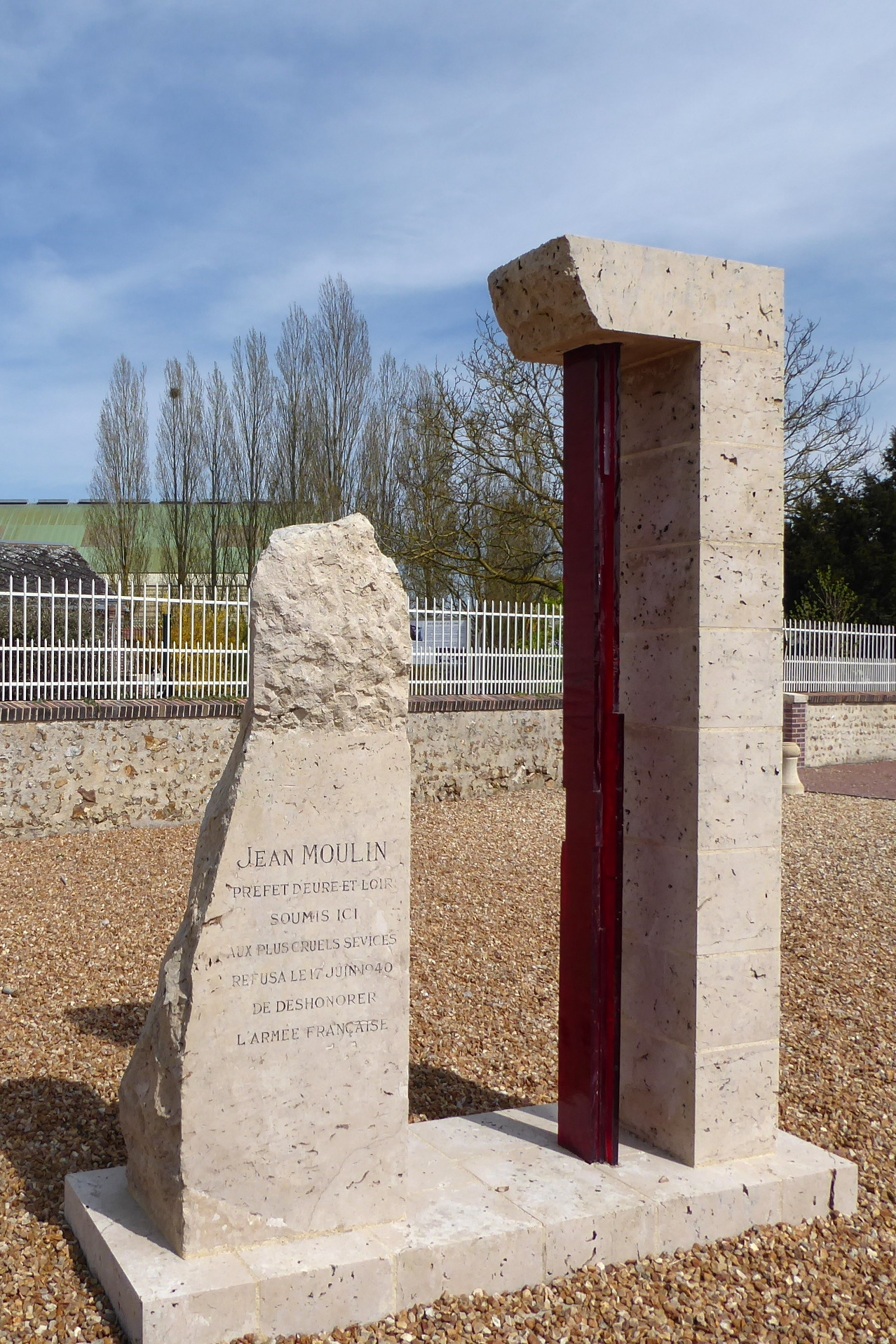
Stèle Jean Moulin.
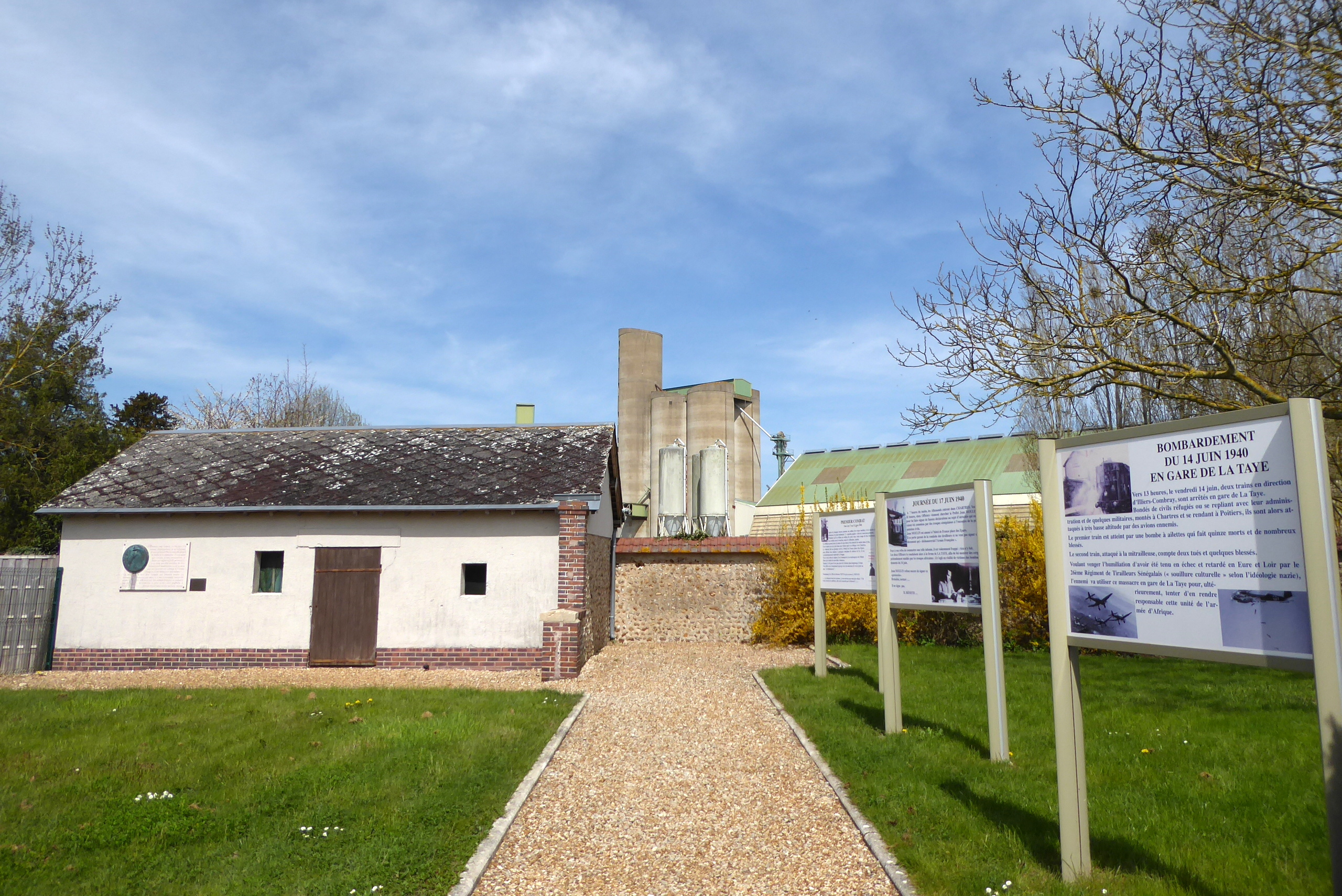
Lieu de mémoire.
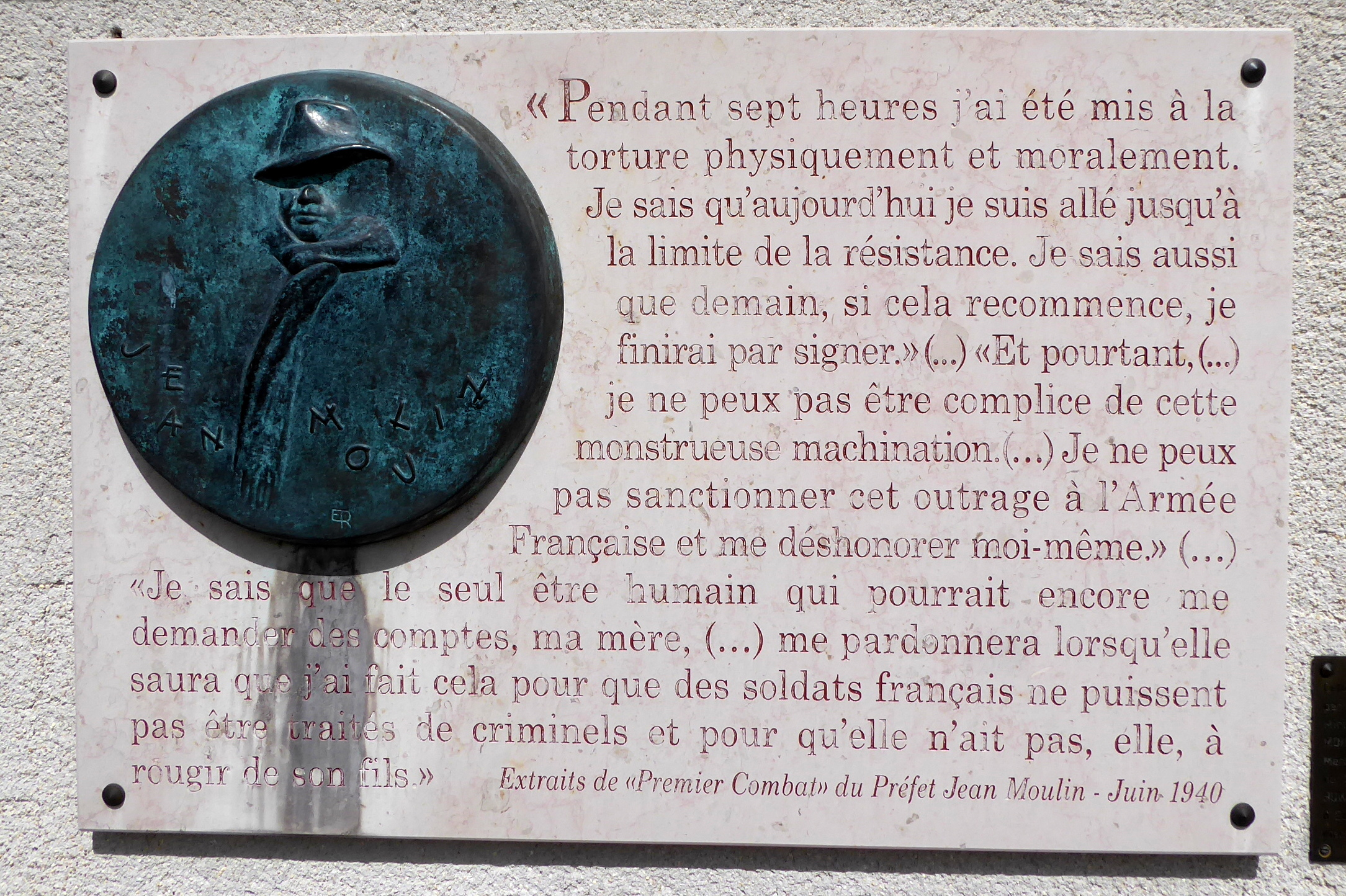
Extrait de « Premier combat ».
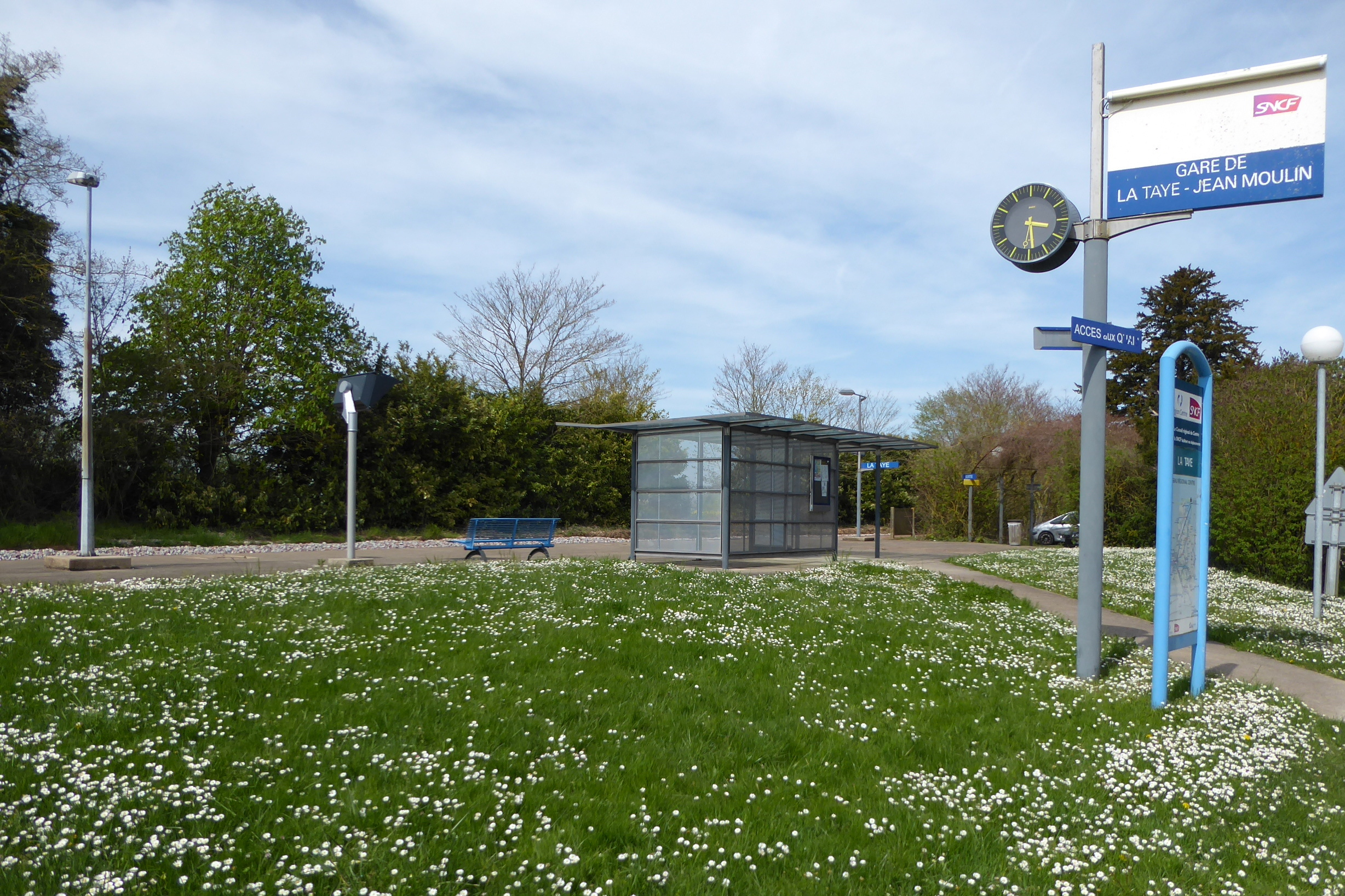
Gare de la Taye - Jean Moulin.
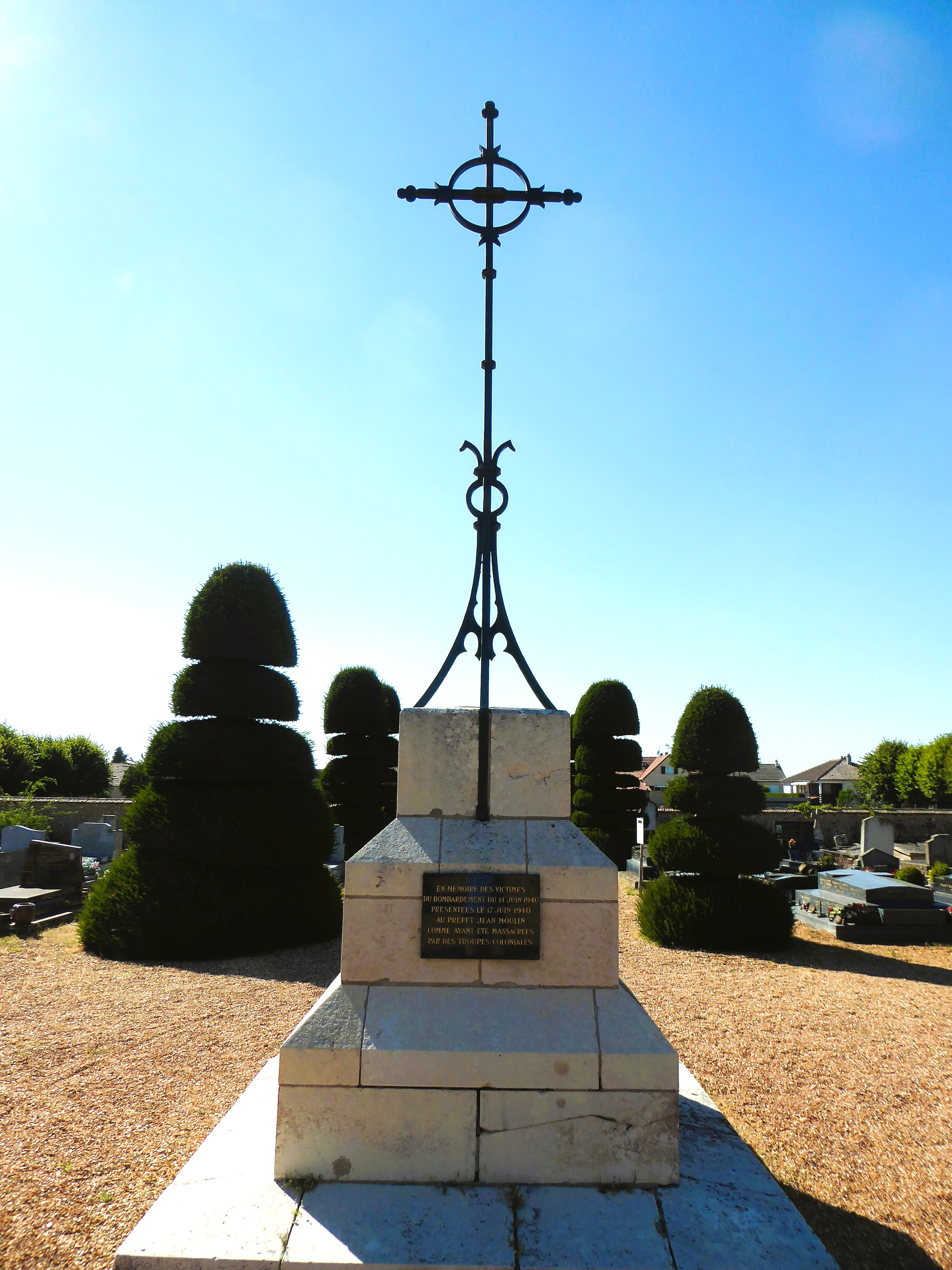
Croix et plaque du cimetière.

#### L'étang de Saint-Georges-sur-Eure
Ce plan d'eau accueille le Cercle nautique de Beauce, des pêcheurs y sont régulièrement actifs. Un triathlon d'ampleur départemental y est organisé depuis 2020.

#### Autres lieux et monuments
- Les ifs du cimetière communal obtiennent en septembre 2017 le label « Ensemble arboré remarquable » décerné par l'association ARBRES[33],[34],[35].

Lieux et monuments de Saint-Georges-sur-Eure
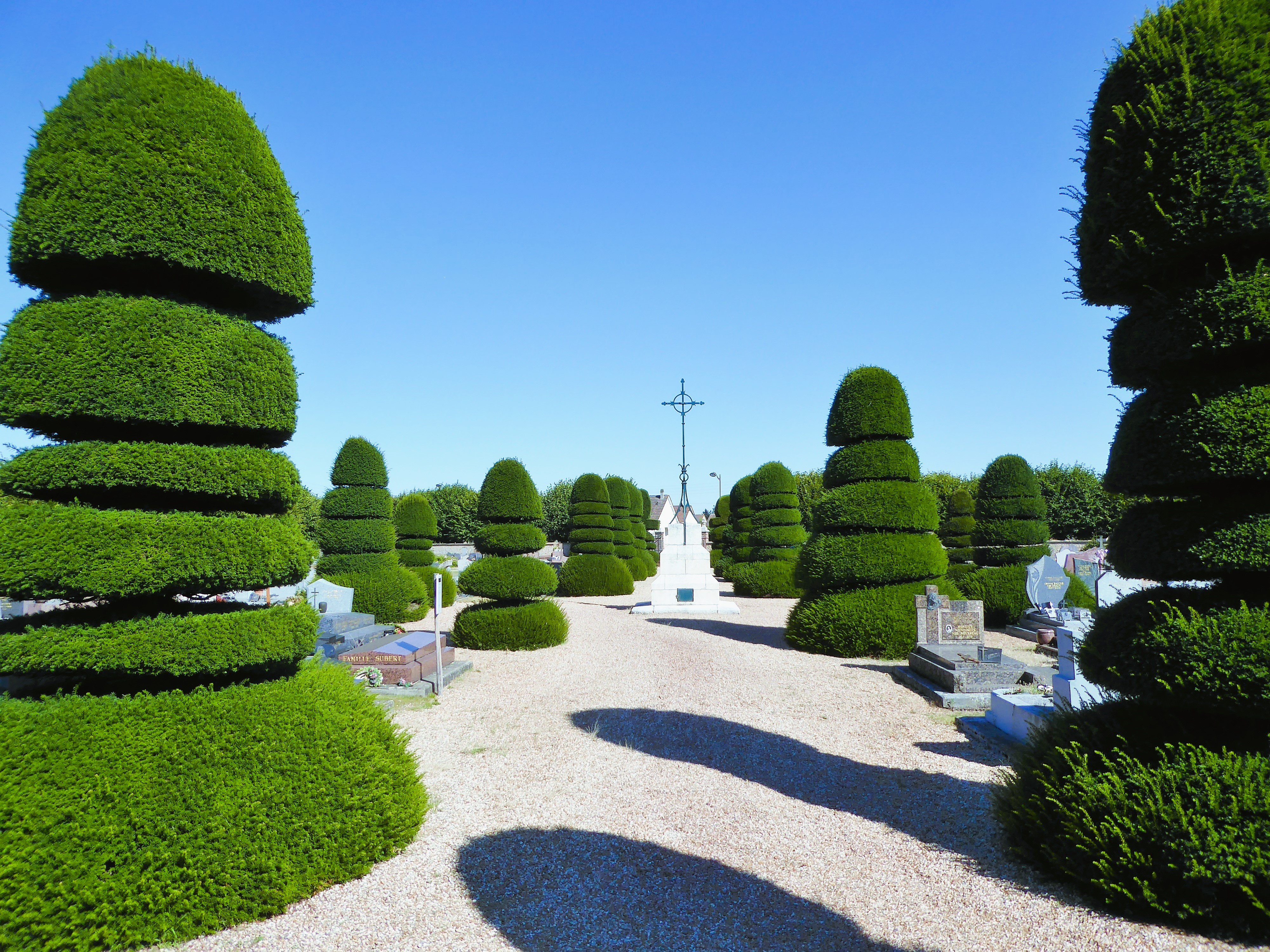
Les ifs centenaires du cimetière de Saint-Georges-sur-Eure
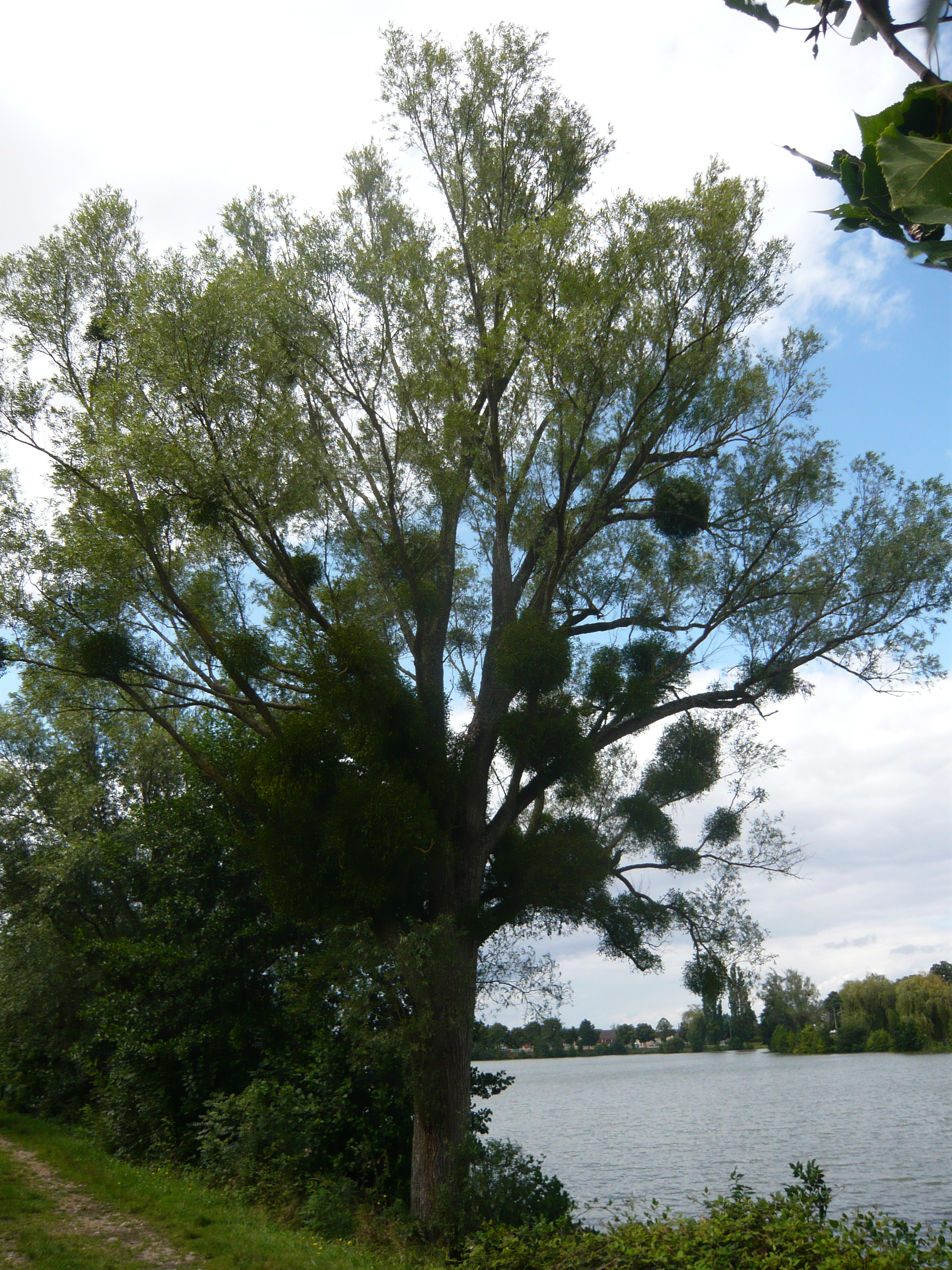
L'étang de Saint-Georges-sur-Eure.
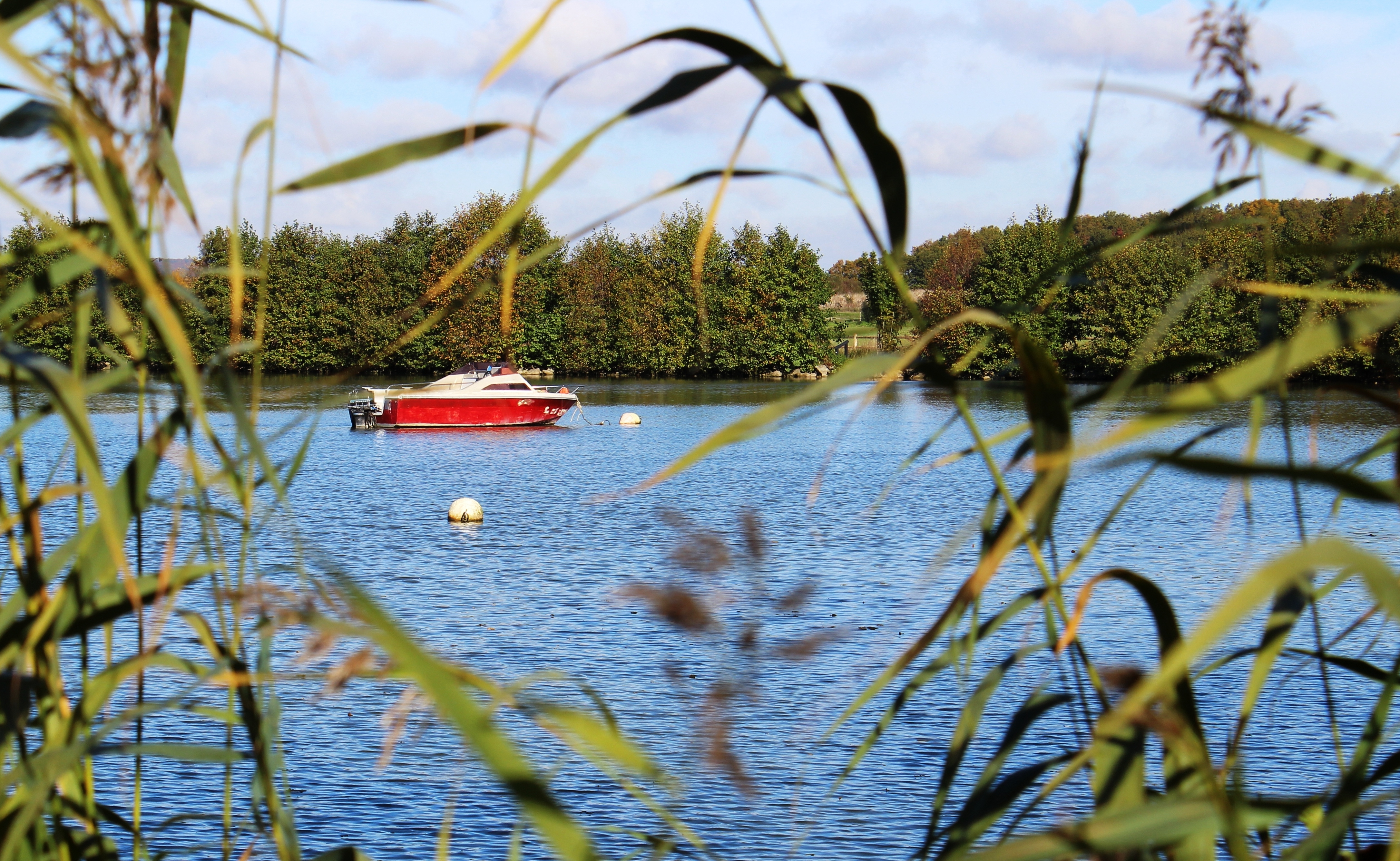
L'étang, lieu de navigation.
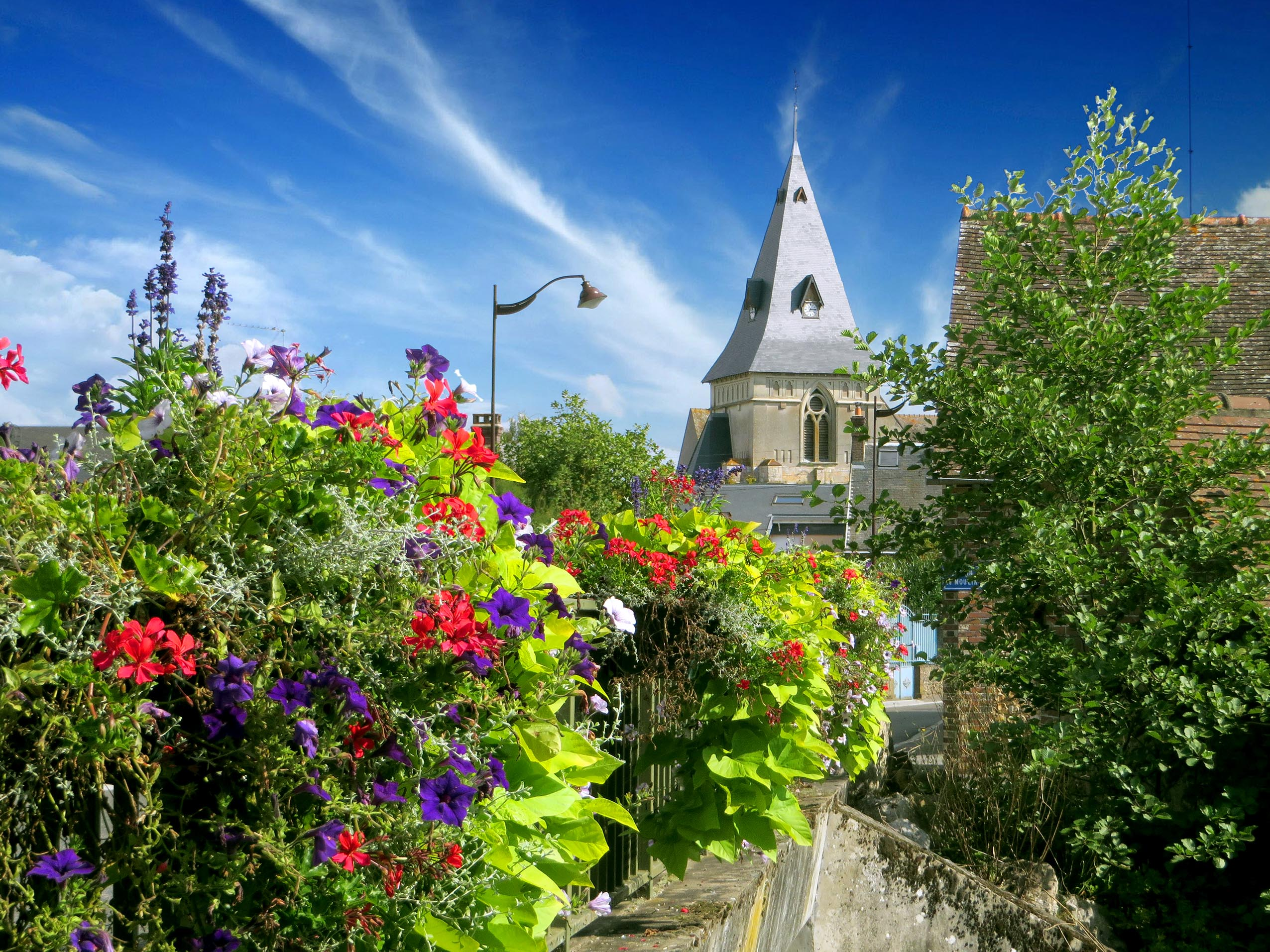
L'église vue du pont de la Libération.
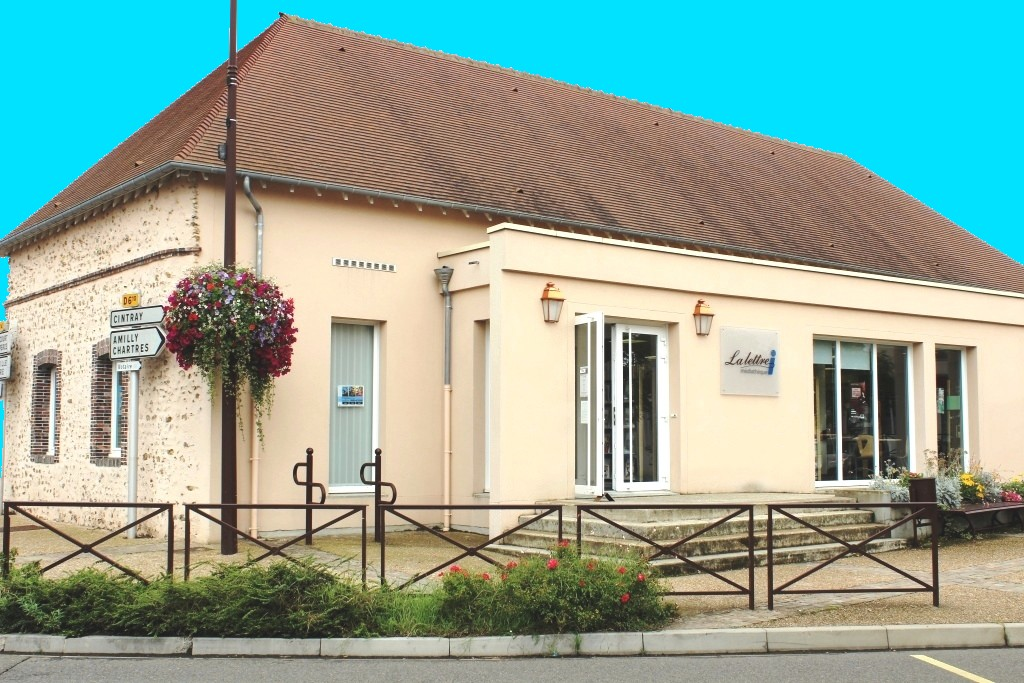
La médiathèque.

### Personnalités liées à la commune
- Claude Marreau, vainqueur du Paris-Dakar en 1982, y réside.

### Blasonnement
| Blason de Saint-Georges-sur-Eure | Blason  | D'argent à saint Georges contourné de carnation, armé de pied en cap de sable, le manteau voltigeant de gueules, sur son cheval au naturel harnaché de sable et sellé d'azur, terrassant de sa lance d'argent un dragon de sinople lampassé de gueules. |
| Blason de Saint-Georges-sur-Eure | Détails | Armes parlantes. Le statut officiel du blason reste à déterminer. |